# OCZ Technology
OCZ Technology war ein US-amerikanischer Hersteller von RAM- und Flash-Speichern, dessen Hauptsitz in Sunnyvale, Kalifornien, liegt. Seit dem Eintritt in den Speichermarkt im Jahr 2002 hat OCZ seine Ziele hauptsächlich auf den Computer-Hardware-Enthusiasten ausgelegt. Zusätzlich bot OCZ auch PC-Netzteile, Computer-Kühlprodukte, Grafikkarten und andere verschiedene Computerkomponenten an. Seit 2007 wurden auch Computer-Mäuse hergestellt.
Am 27. November 2013 gab das Unternehmen bekannt, vor der Insolvenz zu stehen. Am 23. Januar 2014 wurde OCZ Technology von Toshiba übernommen.

## Allgemeines
OCZ hatte Zweigstellen in den Niederlanden, Kanada, Brasilien und auch eine Forschungs- und Entwicklungseinrichtungen in Taipei, Taiwan ROC. Im Juni 2006 wurde OCZ ein Aktienunternehmen an der Londoner Börse, am 2. April 2009 kündigte das Unternehmen jedoch den Handel mit ihren Aktien dort und gab an, dass sie in Zukunft nur in den Vereinigten Staaten gehandelt werden sollen. Neben PC Power and Cooling wurde ebenfalls die Firma Hypersonic im Jahr 2007 übernommen.

## Produkte

### Arbeitsspeicher

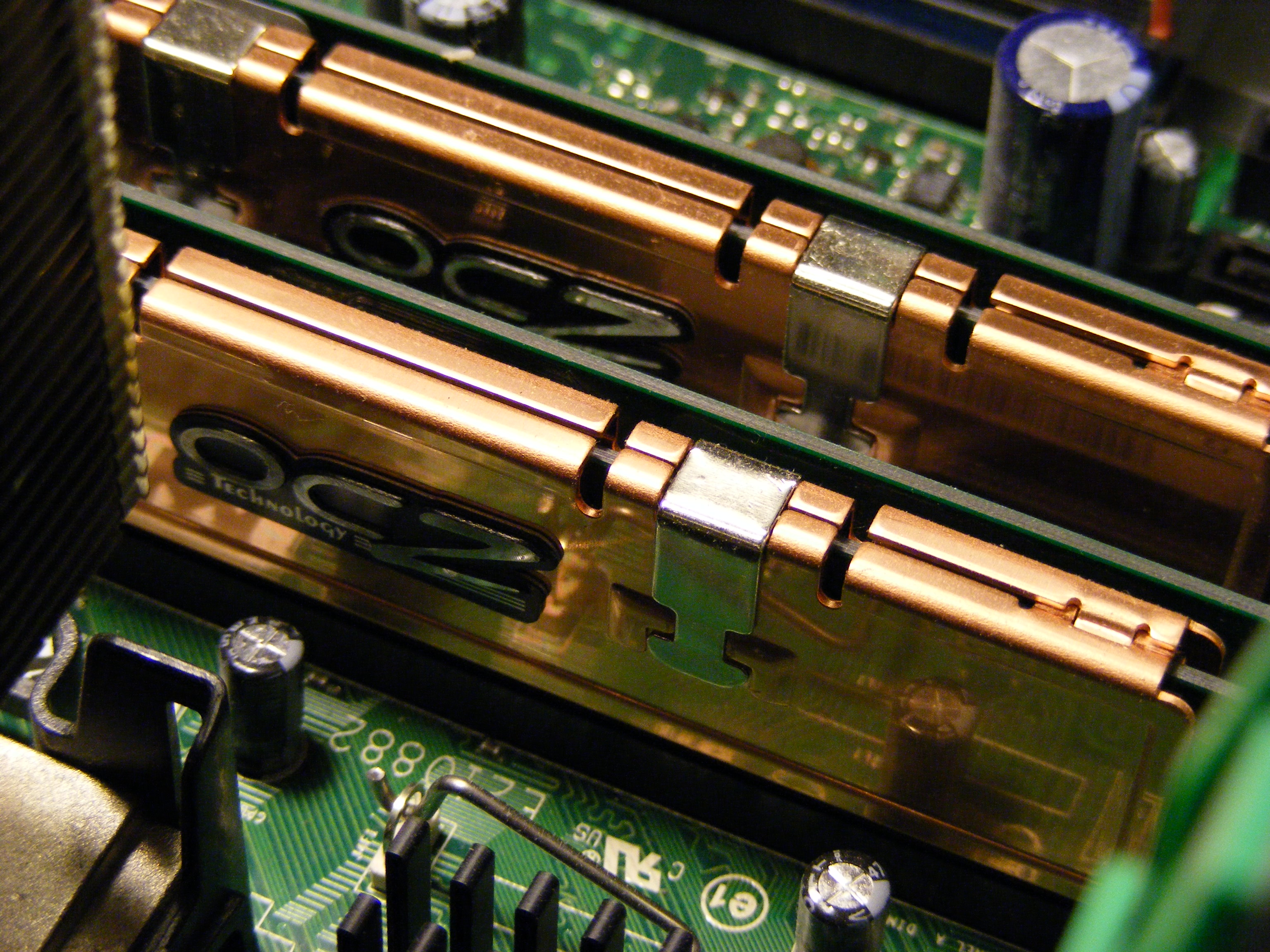
DDR2-Gold-Series-RAM-Modul von OCZ

OCZ stellte DDR-Speicher für verschiedene Anwendungsbereiche her. Die anfängliche Unterteilung in die Serien Value, Performance und Platinum bei DDR1-RAM wurden seitdem stetig neue Unterteilungen eingeführt. Bei DDR2-Speicher entstand so die Gold-Serie, sowie die Highend-Module Fatal1ty (Gaming) und Titanium (nichtprofessionelle Server). Zusätzlich wurden Module mit Optimierungen für Plattformen (Crossfire Certified, SLI-Ready) und Einsatzorte (Reaper in HTPCs, Flex XLC in Systemen mit Wasserkühlung) angeboten. In der  DDR3-Kollektion war bereits mit der Intel Extreme Series ein Intel Core i7-optimiertes Speicherkit vorhanden. Die Auswahlmöglichkeiten für Notebooks und ältere Apple-Systeme waren bedeutend kleiner.
Am 11. Januar 2011 kündigte OCZ in einer Pressemitteilung an, sich aus dem Arbeitsspeicher-Markt zurückzuziehen. Als Gründe dafür nannte man den geringen Anteil der Arbeitsspeicher-Sparte am Gesamtumsatz, sehr kleine Gewinnspannen beim Verkauf von Arbeitsspeicher-Modulen sowie die Fokussierung des Unternehmens auf den rasant wachsenden SSD-Markt.

### Flashspeicher

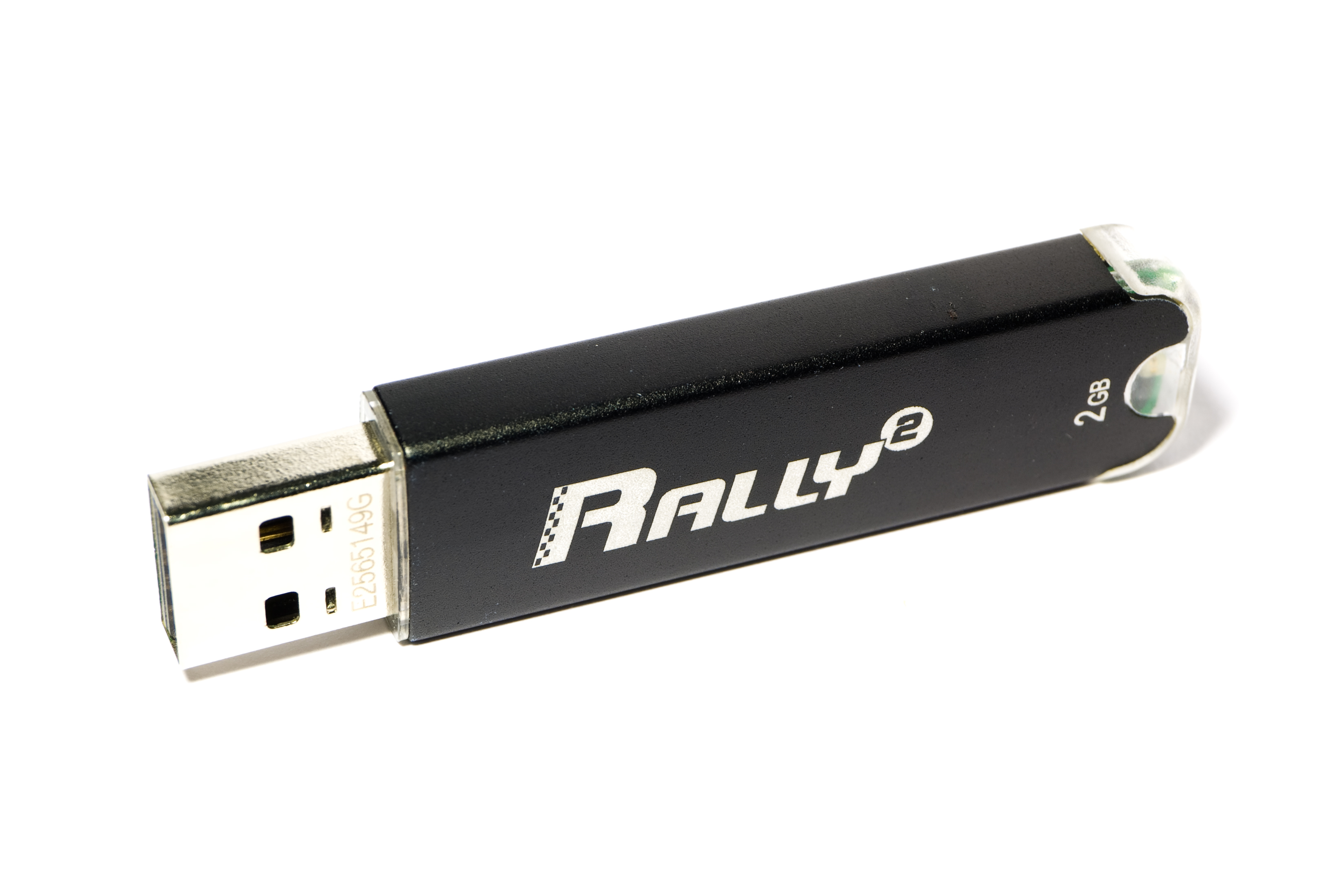
OCZ Rally^{2} USB-Stick

OCZ fertigte auch Flash-Speichermedien wie Solid State Drives, USB-Sticks und SD-Karten. Wie auch bei den RAM-Modulen sind in jeder Produktkategorie diverse Serien mit unterschiedlicher Leistung erhältlich. Als Besonderheit hatte OCZ Speichermedien für den ExpressCard-Slot sowie die eSATA-Schnittstelle im Angebot, die aus Kompatibilitätsgründen aber auch per USB genutzt werden konnten.

### Solid State Drives

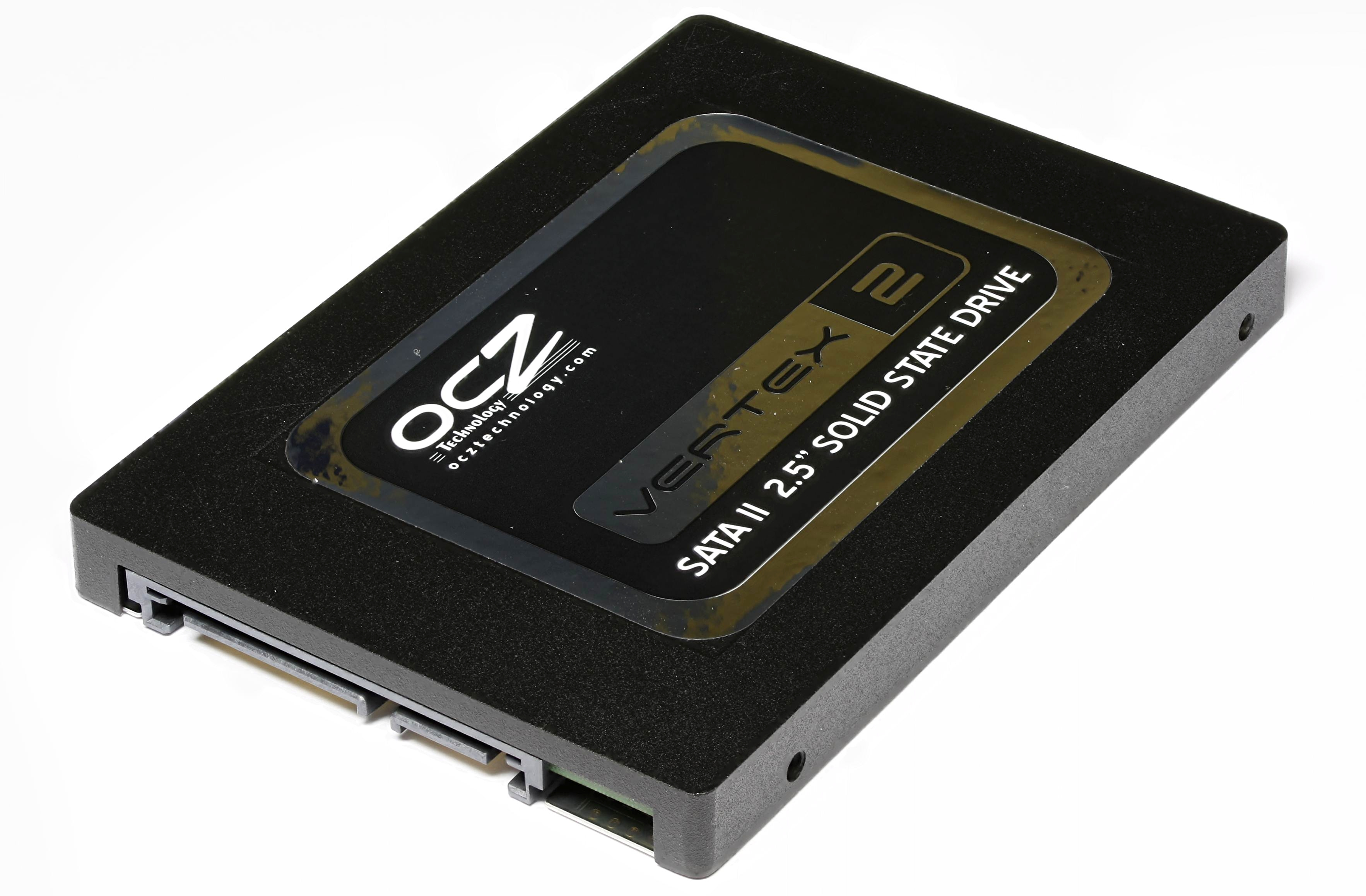
OCZ Vertex 2 Solid State Drive

Die OCZ Colossus, eine 3,5"-SSD mit bis zu einem Terabyte Speicherkapazität, wurde auf der Computex 2009 vorgestellt. Ebenfalls mit bis zu einem Terabyte erhältlich war das OCZ Z-Drive, es handelt sich hierbei um mehrere SSDs im RAID-Verbund, die über einen PCI-Express Steckplatz an den Computer angeschlossen werden. Der Datendurchsatz beläuft sich, bei frischen Flash-Zellen, auf etwa 870 beim Lesen und 780 MB/s beim Schreiben.

### Netzteile
OCZ hatte einige unterschiedliche Reihen an Netzteilen veröffentlicht. Die drei bekanntesten sind die ProXStream-, die GameXStream- sowie die PowerStream-Reihe. Die Reihen ProXStream und GameXStream waren unter den ersten Netzteilen, die eine Leistung von 1.000 Watt bereitstellen konnten, kurz nach PC Power and Cooling, das OCZ am 25. Mai 2007 erworben hat.

### Grafikkarten
Für etwa ein Jahr hatte OCZ die Nvidia GeForce 3-Serie im Angebot, die jedoch wieder eingestellt wurde. Anfang 2007 wurde die Nvidia GeForce 8800-Reihe, die DirectX 10 unterstützt, bei OCZ eingeführt.

### Computer-Mäuse
Im Februar 2007 stellte OCZ seine erste Computer-Maus, die OCZ Equalizer und die verkleinerte Version für Notebooks Equalizer Go vor. Mit ihrer hohen Auflösung und diversen Zusatzfunktionen zielt sie auf die Spieler-Fraktion ab. Später wurde das Angebot durch die OCZ Dominatrix ergänzt.
Eine Besonderheit stellt der OCZ NIA (Neural Impulse Actuator) dar, der im Jahr 2008 erschien. Dieser sollte als Mausersatz fungieren und besteht aus einem Stirnband, das mit Hilfe von Elektroden Nerven- und Muskelströme misst und interpretiert. Durch dieses Gerät sollten auch komplizierte Abläufe, wie etwa PC-Spiele, ohne Hilfe klassischer Eingabegeräte, wie Maus oder Tastatur, gesteuert werden können.